# Marino Carafa
Marino Carafa (fl. XVII secolo) è stato governatore dello Stato dei Presidi dal 1691.
Assieme a suo fratello Marzio Carafa e al vescovo Giovanni Battista de Bellis ebbe un ruolo deciso nella ricostruzione ex novo di Cerreto Sannita dopo il terremoto del 5 giugno 1688.

## Biografia

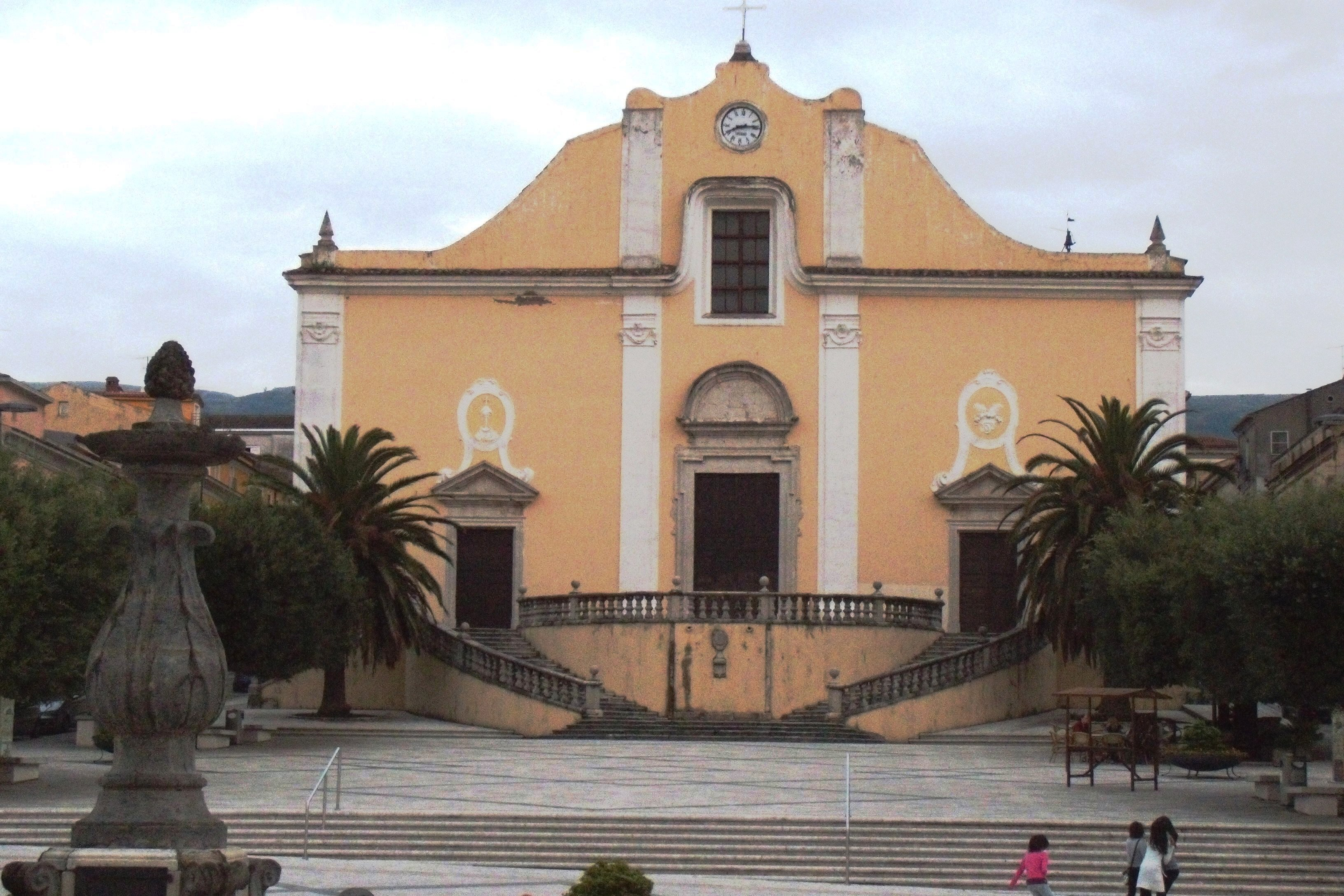
La collegiata di San Martino in Cerreto Sannita, edificata grazie alle elargizioni di Marino Carafa.

Figlio di Diomede V Carafa e di Antonia Caracciolo, era fratello minore di Marzio Carafa, settimo duca di Maddaloni e decimo conte di Cerreto Sannita.
Da giovane si iscrisse nella milizia vicereale. Fece parte di operazioni militari a Messina, a Milano e in Catalogna.
Fu generale dell'esercito spagnolo e Grande di Spagna.
Nel 1691 fu nominato governatore perpetuo dello Stato dei Presidi in Toscana.
A seguito del sisma del terremoto del 5 giugno 1688 assieme al fratello Marzio curò i soccorsi ai superstiti di Cerreto Sannita, capoluogo della contea superiore dei Carafa. La cittadina era stata duramente colpita dal terribile sisma che aveva ucciso quattromila cerretesi. Marino Carafa diresse la spedizione di medici, di viveri e di nettovaglie.
Un testimone oculare, Vincenzo Magnati, nella sua opera Notitie istoriche de' terremoti così descrive l'operato di Marino Carafa: «Furono pure cavate vive tra quelle rovine molte donne rimaste sepolte per più giorni con i figliuoli, che poppavano il latte, dalla pietà del Maggiore di Battaglia della Contea di Catalogna nel Regno di Aragona D. Marino Carafa, trattenuto forse per disposizione Divina, essendo stato destinato al sollievo della Contea, e di quei afflitti popoli, rimirando i loro infortuni con occhio paterno, provvedendo alle loro necessità con carità e amore inesplicabile».
Un altro contemporaneo di Marino Carafa, il poeta Giovan Lorenzo Dalio, nei suoi scritti lo paragona al fiammante Febo che fuga le tenebre: «Nam, patria e cinere, ut Phoenix, sub principe tanto - Altius ut surgas lucidiusque times? - Ne dubites: nam funditus etsi evulsa priore - Mirante exsurges celsior orbe cito».
In un atto del notaio cerretese Nicola Mastrobuoni è scritto che in «In tal'eccidio il Signor don Marino Carafa, fratello di S. Ecc. il Duca Marzio, si portò subito in detto Cerreto, e pensò di edificare in altro luogo l'abitazione dei pochi Cittadini rimasti».
Si convenne così di ricostruire la cittadina più a valle e su di un suolo maggiormente stabile, seguendo il progetto redatto da Giovanni Battista Manni.
Marino Carafa, inoltre, finanziò il cantiere della collegiata di San Martino in Cerreto Sannita.